# バイーア州

バイーア州
Estado da Bahia

バイーア州（バイーアしゅう、ポルトガル語: Estado da Bahia、略称: BA、[bɐˈiɐ, baˈiɐ] ( 音声ファイル)）はブラジル北東部の州。人口は1414万1626人（2022年）、州都はサルヴァドール。

## 歴史

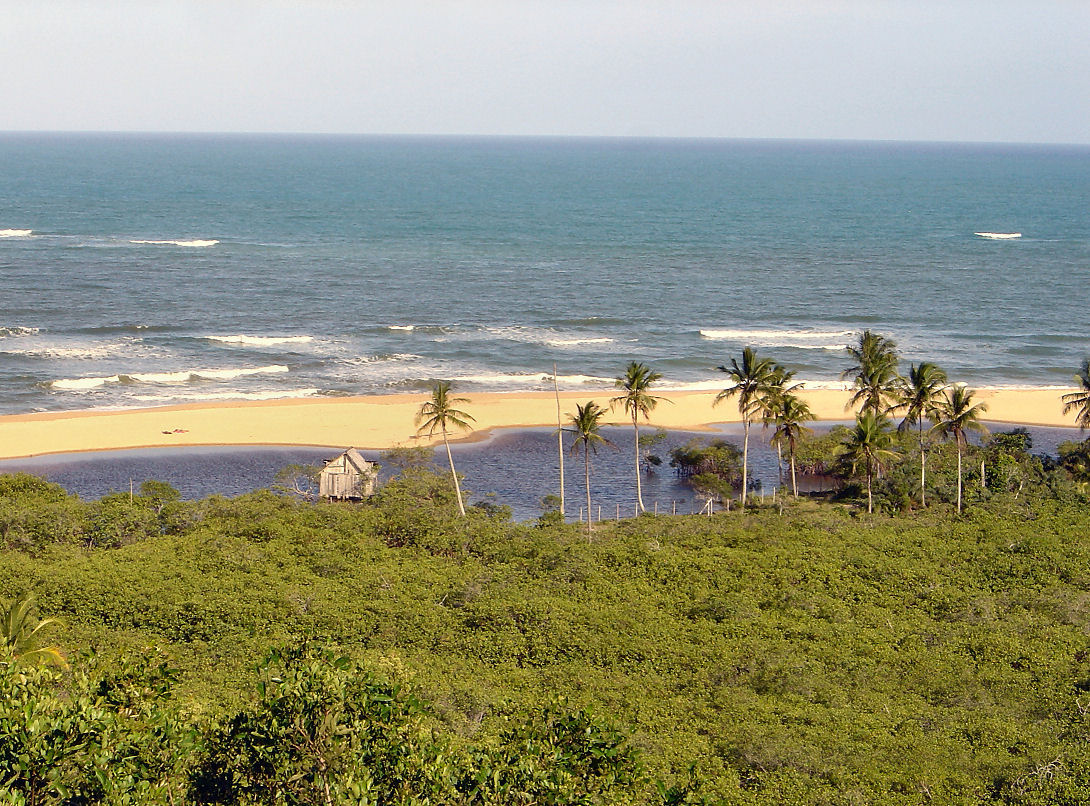
ポルト・セグーロの海岸

ポルトガル人探検家ペドロ・アルヴァレス・カブラルがバイーア州の南のポルト・セグーロに着いたのは1500年。ポルトガル領となったのは1549年である。ブラジルに砂糖が持ち込まれて以降、同地は他の北東部地域と同じく大規模砂糖農園が広がり、そこで働く農園奴隷を供給するためにサルヴァドールの港を通じ大西洋奴隷貿易が行われ多数のアフリカ人奴隷が流入した。このような歴史的経緯から現在もバイーア州は黒人、混血の割合がブラジルの他の州と比べても高い。ブラジルの植民地時代ではサルヴァドールに総督府が置かれ、リオデジャネイロに首都が移されるまで同都市はブラジルの政治的中心地であった。

## 隣接州
- ピアウイ州
- ペルナンブーコ州
- アラゴアス州
- セルジペ州
- エスピリトサント州
- ミナスジェライス州
- ゴイアス州
- トカンティンス州

## 主な都市
- サルヴァドール
- カマサリ
- フェイラ・デ・サンタナ
- ヴィトリア・ダ・コンキスタ
- イリェウス
- イタブーナ
- ラウロ・ジ・フレイタス
- サントアマーロ
- ジェキエー
- イタカレ
- ポルト・セグーロ
- ジュアゼイロ
- カーザノヴァ
- カヌードス
- バレイラス
- ボンジェズスダラパ

## 住民

### 民族
- en:Pataxó people（pt）

### 言語
- en:Maxakalí language（pt）

## 教育機関

### 大学
- レコンカボ・ダ・バイーア連邦大学

## その他
- 政府によりデング熱対策プロジェクトが進められている[2]。
- 2021年12月26日、数週間にわたる降雨により、ブラジル北東部では12月の平均降雨量の6倍に到達し大規模な洪水が発生したと当局が発表[3]。特にバイーア州にあるイグア・ダムが25日夜に決壊、また同州ジュシアペにあるダムも26日朝に決壊した。